# Evgeniy Pavlov
Pour les articles homonymes, voir Pavlov.
Evgeniy Pavlov (ukrainien : Євгеній Павлов) né en 1949 à Kharkiv (URSS) est un photographe ukrainien. Il fut l'un des fondateurs du groupe Vremia, mouvement artistique issu de l'école de photographie de Kharkiv.

## Biographie
De 1967 à 1972, il étudie à la faculté d'économie de l'université de Kharkiv. Avec Jury Rupin, il fonde le groupe Vremia en 1971, mouvement artistique photographique de l'École de photographie de Kharkiv. Sa série photographique Le Violon (1972), composée originellement de dix images représentant des jeunes hommes hippies nus, est une des premières séries emblématiques du groupe Vremia.